# Gola Mire
Gola Mire/Mira, née en 1911 et morte en 1943, est une membre de la résistance juive clandestine en Pologne pendant la Seconde Guerre mondiale.
Gola Mire est active au sein de l'organisation de jeunesse sioniste Ha-Shomer ha-Za'ir et elle rejoint ensuite le Parti communiste en 1936. Elle organise des grèves en Pologne pour lesquelles elle est arrêtée.
Après l'invasion allemande de la Pologne, Gola Mire rejoint le Parti des travailleurs polonais (PPR) et collabore avec des groupes de résistance juive, notamment les organisations de jeunesse sionistes Akiva et Dror. Elle aide à planifier et à mettre en œuvre des attaques contre les Allemands et est finalement tuée lors d'une tentative d'évasion de prison.

## Jeunesse et éducation
Gola Mire est née dans une famille juive à Rzeszów, une ville de la région de Galicie en Pologne. Elle fréquente les écoles polonaises.
Gola Mire milite au sein de Ha-Shomer ha-Za'ir lorsqu'elle est adolescente et est élue à un rôle de direction dans l'organisation l'obligeant à déménager à Lvov. Elle reste en Pologne lorsque ses parents partent en Belgique en 1932.

## Activisme et résistance

### Activisme précoce et premier emprisonnement
Gola Mire est expulsée de Ha-Shomer ha-Za'ir en 1932 en raison de son soutien virulent à l'Union soviétique communiste. Elle rejoint le Parti communiste en 1936 et organise une grève à l'usine Kontakt, son lieu de travail. Elle est arrêtée pour son rôle dans la grève et purge alors une peine de six mois de prison. À sa libération, elle organise des cellules et des activités communistes à Przemyśl pour lesquelles elle est de nouveau arrêtée et condamnée à douze ans de prison. Les gardiens de la prison ont fui à la nouvelle de l'invasion allemande de la Pologne en 1939 et du déclenchement de la Seconde Guerre mondiale. Gola Mire et ses codétenus s'évadent avant l'arrivée des Allemands.

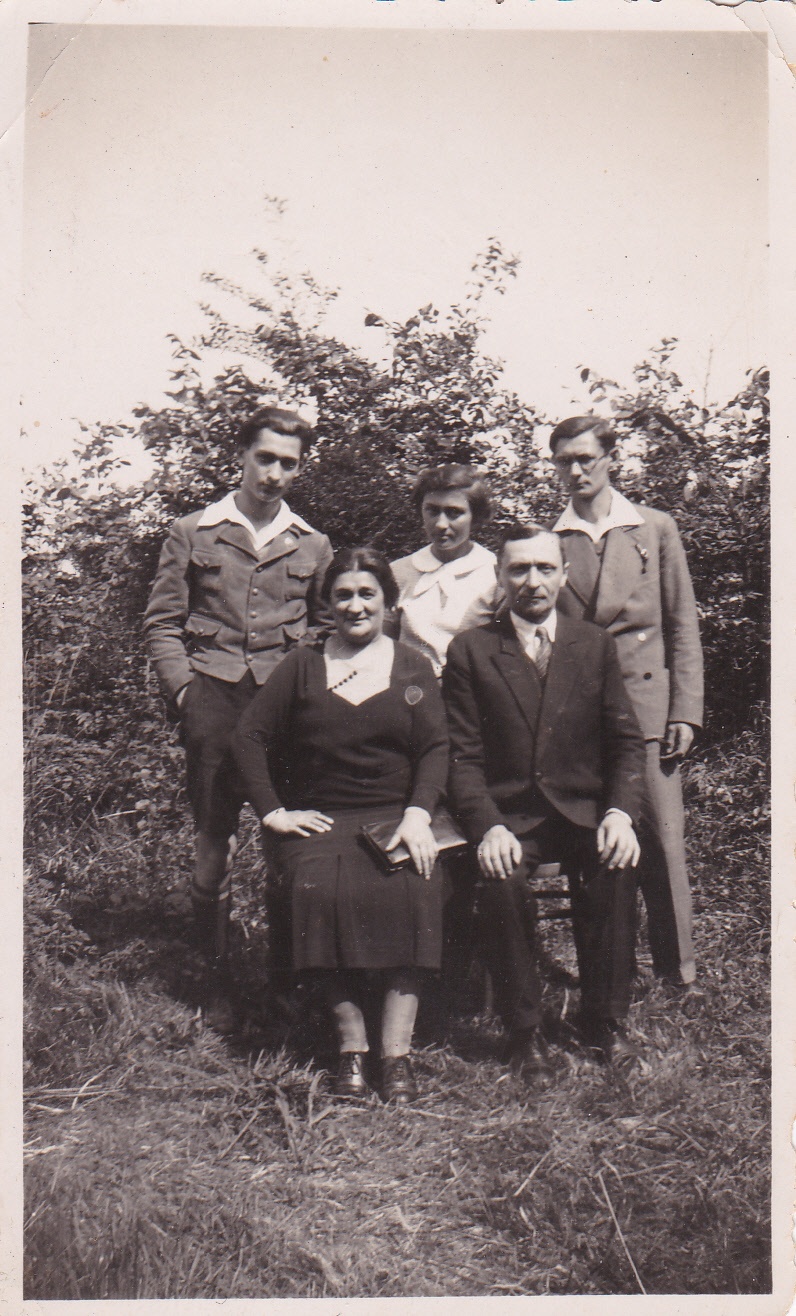
Gola Mire et sa famille

Avant son emprisonnement, Mire a entamé une relation avec son compatriote communiste Olek Hausman. Après s'être échappée, Mire se rend à Varsovie à la recherche d'Olek, mais apprend qu'il se trouve à Białystok. Elle l'y trouve et ensemble ils se rendent à Lvov, sous contrôle soviétique, où ils se marient. Les Soviétiques nomment Mire membre du conseil municipal et commissaire. Olek part rejoindre l'Armée rouge lorsque les Allemands arrivent à Lvov en juin 1941 et n'a plus de nouvelles. Mire, qui est enceinte, reste sur place et accouche sans aide dans un sous-sol. Elle contacte la famille Spiner, ses cousins du ghetto de Cracovie. Les Spiners envoient un ami polonais pour amener Mire à Cracovie. Son bébé meurt peu après son arrivée,.

### Résistance juive
Alors qu'ils vivent dans le ghetto de Cracovie, Mire et sa cousine Vuschka Spiner travaillent dans une usine allemande qui produit des biens et des fournitures pour l'armée nazie. Ils sabotent les conserves alimentaires produites sur place, mais arrêtent lorsque Mire estime que cela devient trop dangereux. Mire quitte le ghetto en janvier 1942 et reprend contact avec le Parti ouvrier polonais (PPR). Elle exhorte ses camarades à aider les Juifs de Pologne alors qu'elle prédit les plans nazis d'anéantissement des Juifs, mais est déçue par leur inaction. Cherchant davantage de soutien, Mire se connecte avec des membres actifs des organisations sionistes Akiva et Dror, notamment le mari de Spiner, Dolek Liebeskind, Shimshon Draenger (1917-1943) et Adolf (Avraham) Leibovich (1917-1943). Avec l'aide limitée du PPR, Mire et ses contacts trouvent des guides de forêt et des cachettes pour ses amis en dehors du ghetto. Ces amis sont pour la plupart des membres actifs de l’Iskra, un groupe clandestin juif dirigé par Heshek (Zvi) Bauminger (1919-1943). L'Iskra a finalement fusionné avec le PPR. Mire et les membres d'Akiva continuent d'exprimer leur déception face au manque de soutien du PPR.
Mire, l'Iskra et le groupe de résistance juive He-Haluz ha-Lohem lancent une attaque le 22 décembre 1942 contre des soldats allemands au café Cyganeria. Onze Allemands sont tués et treize sont blessés lors de l'attaque. Une vingtaine de résistants sont tués au cours de l’opération.

### Deuxième emprisonnement et mort
En mars 1943, Mire est arrêtée et envoyée à la prison de Montelupich. Elle est torturée et placée à l'isolement, mais ne fournit aucune information à ses ravisseurs. Elle se rapproche des femmes emprisonnées de He-Haluz ha-Lohem, dont la résistante Tova Draenger. Les femmes, ainsi que Genia Meltzer-Scheinberg, planifient une tentative d'évasion après avoir appris qu'elles allaient être envoyées sur la « Colline de la Mort » à Plaszow. Les femmes sont transférées de leurs cellules au sous-sol vers des camions en attente. Un signal est donné et les femmes courrent en masse. La plupart des femmes, dont Mire, sont tuées lors de la tentative d'évasion. Draenger réussit à s'enfuir.
En 1946, le gouvernement polonais lui attribue post-mortem l'Ordre militaire de Virtuti Militari.

## Poésie
Mire écrivait souvent des poèmes en yiddish et en hébreu, dont les thèmes étaient son mari et son bébé mort ainsi que le communisme et la résistance.